# Elementarz (film)
Elementarz – polski dokument kreacyjny z 1976 roku w reżyserii i według scenariusza Wojciecha Wiszniewskiego. Elementarz jest luźną adaptacją popularnego podręcznika dla dzieci Mariana Falskiego pod tytułem Elementarz, ale również wierszyka patriotycznego Władysława Bełzy pod nazwą Katechizm polskiego dziecka. Wiszniewski za pomocą tych dwóch klasyków polskiej literatury oddał „wizję stanu świadomości społecznej Polaków lat siedemdziesiątych”. Jak zauważa Tadeusz Lubelski, Elementarz uświadamiał, że księga Falskiego, „z której uczyło się czytać wiele pokoleń Polaków, straciła aktualność”.

## Treść

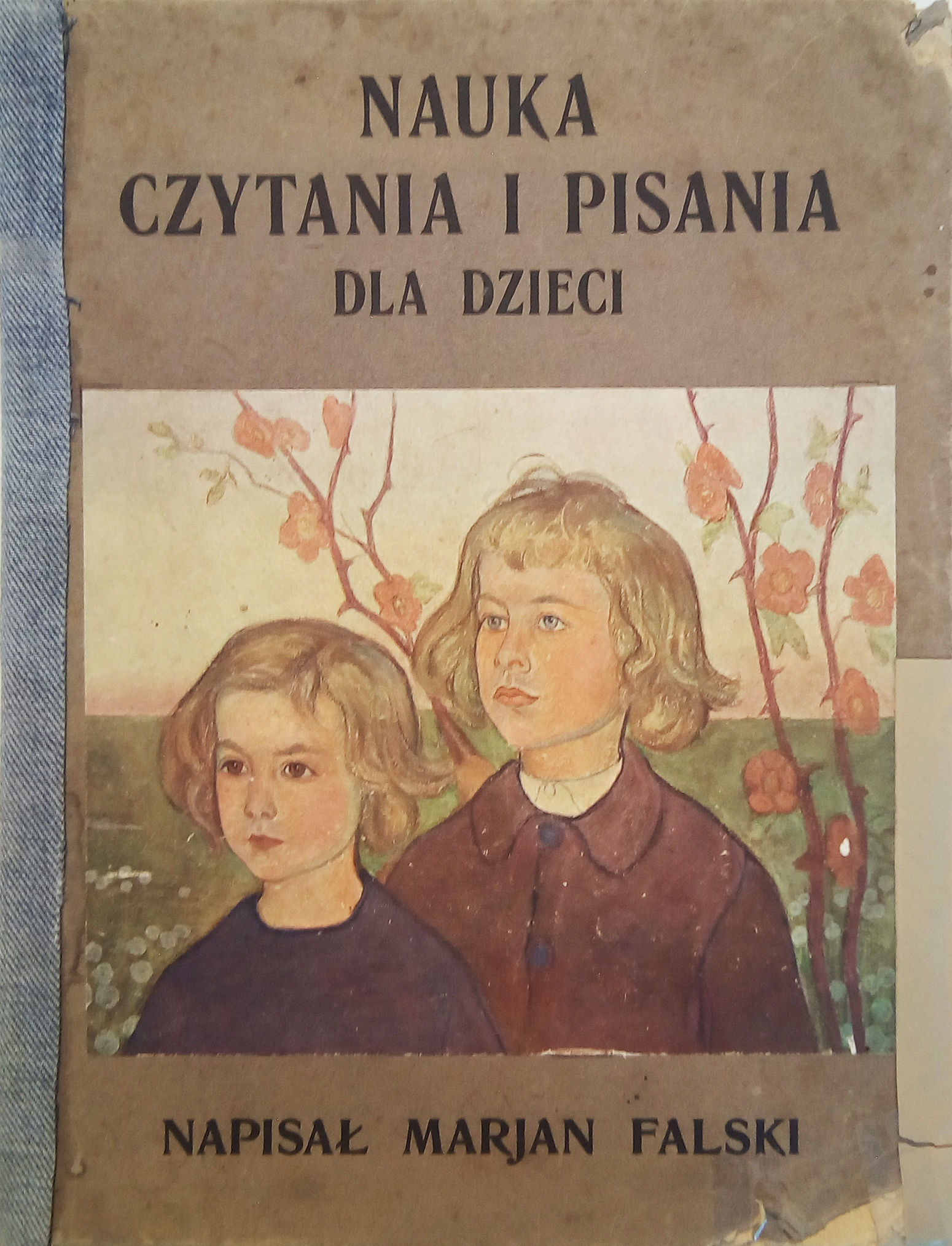
Okładka pierwszego wydania Elementarza Mariana Falskiego (1910). Literacki Elementarz posłużył jako jedno ze źródeł inspiracji dla reżysera filmu

Film rozpoczyna się od osobliwej recytacji alfabetu; „a” wypowiada zmęczona sprzątaczka, „b” – para siedemdziesięciolatków podczas wulgarnie przedstawionego zbliżenia seksualnego, „c” – starzec zamykający szafę, w której znajduje się Kucie kos Artura Grottgera, „d” – karmiąca drób staruszka, a kolejne litery alfabetu – wieloosobowy chór Polaków.
Następnie z ust dorosłych, upozowanych na postacie z oleodruków, padają pytania wywiedzione z wierszyka Bełzy. Odpowiedzi udzielają dzieci – „zawsze po długim namyśle, bez przekonania i bez uśmiechu”. Ostatnie pytanie, „A w co wierzysz?”, zadawane przez członków Związku Młodzieży Socjalistycznej, spotyka się z milczeniem dwóch chłopców, którzy uciekają od kamery przy dźwiękach Sonaty księżycowej Ludwiga van Beethovena.

## Produkcja
Elementarz został wyprodukowany przez Wytwórnię Filmów Oświatowych. Reżyser Wojciech Wiszniewski, przystępując do realizacji Elementarza, zamierzał oddać hołd zmarłemu w 1974 roku Marianowi Falskiemu, ale i nawiązać polemikę z jego księgą, na której wychowały się pokolenia Polaków. Jednocześnie krytyka, jaką wystosował wobec całego systemu edukacji w Polsce, była ostrzejsza aniżeli w przypadku filmowców z kręgu kina moralnego niepokoju. W wywiadzie u schyłku życia Wiszniewski – którego 9 z 12 filmów otrzymało zakaz rozpowszechniania – oskarżał filmowców tegoż nurtu o utknięcie „na etapie szlachetnego, ale naiwnego idealizmu” . Odnosząc się do Elementarza, ale i innych swoich filmów, Wiszniewski twierdził: „Rzeczywistość, która nas otacza, jest zakotwiczona w czasie przeszłym. Ja sam, jako jej element, wyrastam z czasu minionego. W swoich filmach staram się uzmysłowić widzowi to poczucie ciągłości” .

## Odbiór i nagrody
Zakończenie filmu wywołało sprzeciw cenzury, która objęła Elementarz zakazem rozpowszechniania. Film został wyświetlony dopiero po śmierci Wiszniewskiego, na Krakowskim Festiwalu Filmowym w 1981 roku, gdzie zdobył sześć statuetek, w tym Złotego Lajkonika w konkursie polskim oraz nagrodę FIPRESCI w konkursie międzynarodowym. Marek Hendrykowski po latach nazwał Elementarz arcydziełem, pisząc, że „Wiszniewskiemu powiodła się sztuka bardzo trudna: w króciutkim, trwającym na ekranie zaledwie siedem i pół minuty filmie zawarł temat o fundamentalnym znaczeniu, jakim było pytanie o tożsamość najmłodszej generacji Polaków, a więc ni mniej, ni więcej tylko o przyszłość kraju” . Elementarz zaliczany jest w poczet dokumentów kreacyjnych (termin ukuty przez Mirosława Przylipiaka), w których „przekaz staje się nieprzeźroczysty, a […] forma przekształca się w dominujące źródło znaczeń” .